# Native Sense: The New Duets
Native Sense: The New Duets är ett musikalbum från 1997 med pianisten Chick Corea och vibrafonisten Gary Burton . Albumet är duons fjärde efter Crystal Silence (1972), Duet (1979) and Lyric Suite for Sextet (1983).

## Låtlista
Låtarna är skrivna av Chick Corea om inget annat anges.
1. Native Sense – 6:33
2. Love Castle – 7:30
3. Duende – 8:06
4. No Mystery – 9:11
5. Armando's Rhumba – 3:48
6. Bagatelle #6 (Béla Bartók) – 1:15
7. Post Script – 5:45
8. Bagatelle #2 (Béla Bartók) – 2:50
9. Tango '92 – 5:02
10. Rhumbata – 9:40
11. Four in One (Thelonious Monk) – 5:10

## Medverkande
- Chick Corea – piano
- Gary Burton – vibrafon, marimba